# Pontiac Spring & Wagon Works

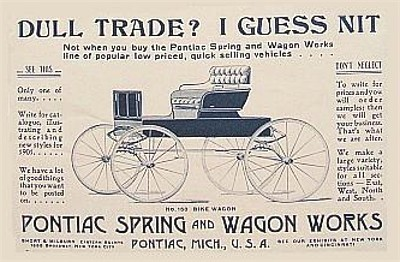
Anzeige von 1900 für eine Kutsche

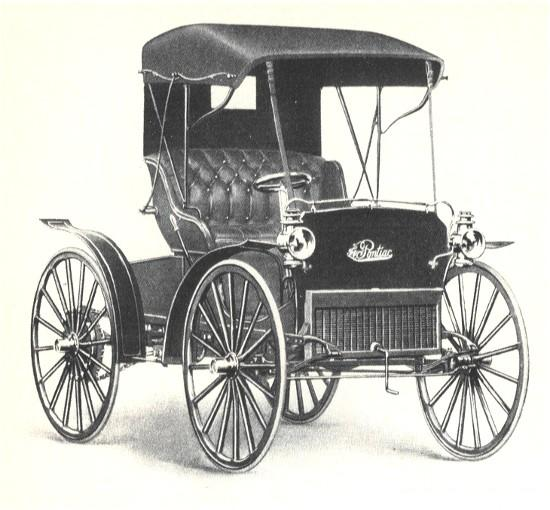
Pontiac Highwheeler von 1908

Pontiac Spring & Wagon Works war ein US-amerikanischer Hersteller von Kraftfahrzeugen. Es gibt auch einen Hinweis auf die Firmierung Pontiac Motor Vehicle Company.

## Unternehmensgeschichte
Albert G. North und Harry G. Hamilton gründeten das Unternehmen im Juli 1899. Der Sitz war in Pontiac in Michigan. Zunächst stellten sie Kutschen her. 1905 übernahmen sie die Nutzfahrzeug-Produktion von der Rapid Motor Vehicle Company. 1907 begann die Produktion von Personenkraftwagen. Der Markenname lautete Pontiac. Im Oktober und Dezember 1907 standen Fahrzeuge auf Automobilausstellungen. 1908 endete die Produktion. Insgesamt entstanden 30 bis 40 Pkw.
Im November 1908 verkauften die beiden Inhaber das Unternehmen an die Cartercar Company.
Weitere Pkw-Marken namens Pontiac kamen von der Pontiac Chassis Company und Pontiac, die zu General Motors gehörte.

## Fahrzeuge
Im Angebot standen Highwheeler. Das Fahrgestell hatte 178 cm Radstand. Die Räder waren vorne 38 Zoll und hinten 40 Zoll groß. Die Fahrzeuge hatten Vollgummireifen, wie für Highwheeler üblich.
Der luftgekühlte Zweizylindermotor hatte 111,125 mm Bohrung und 101,6 mm Hub. Das ergab 1971 cm³ Hubraum und 12 PS Leistung. Er trieb über ein Friktionsgetriebe und zwei Ketten die Hinterachse an. Genannt werden ein offener Runabout mit zwei Sitzen und ein Model D No. 8 Sales Car, offensichtlich für Handelsreisende.
Zwischen 1905 und 1908 entstanden auch Nutzfahrzeuge.